# Nationalpark Serra da Bodoquena

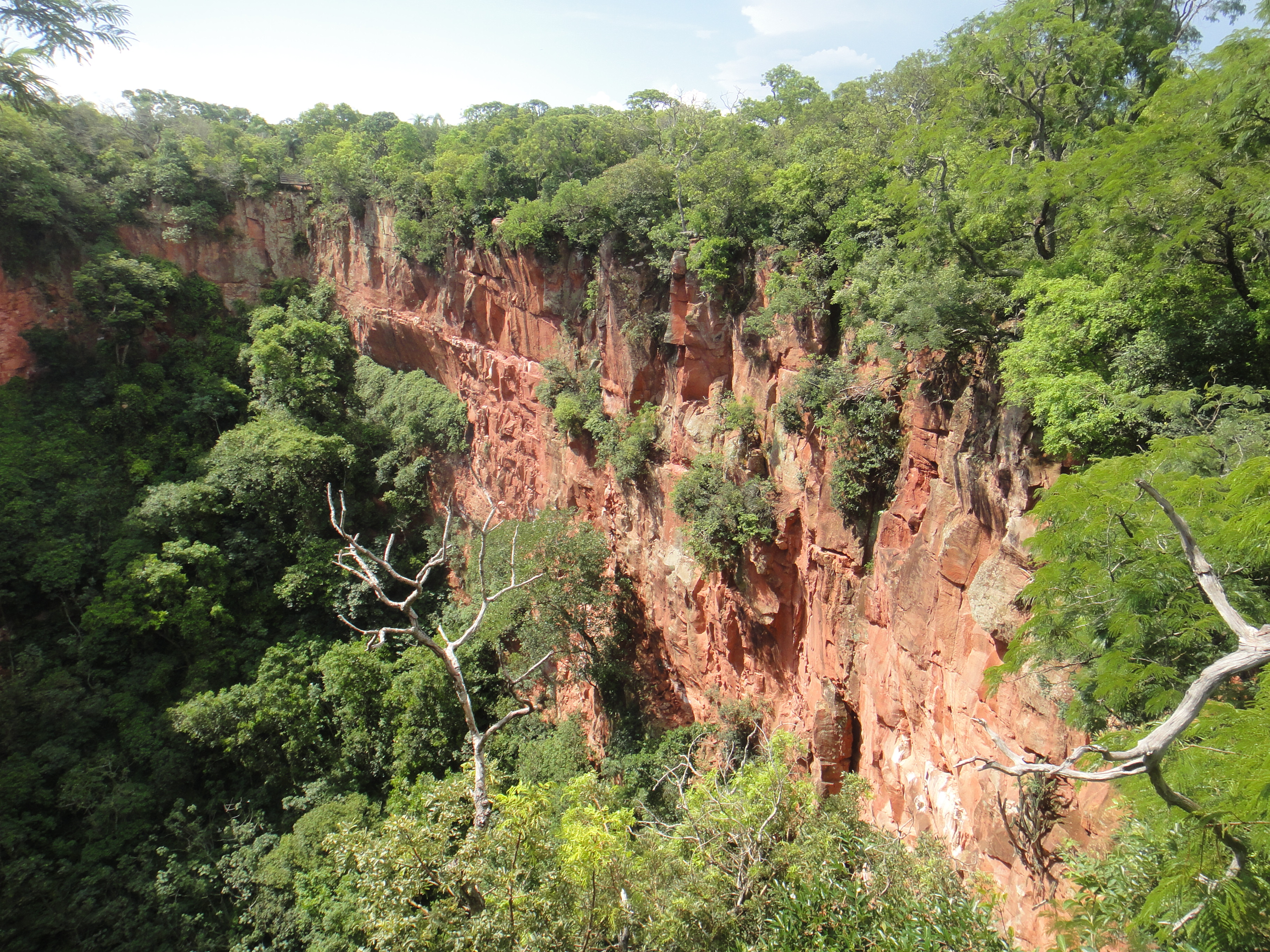
Serra da Bodoquena

Die Serra da Bodoquena ist ein Nationalpark im brasilianischen Bundesstaat Mato Grosso do Sul. Er hat eine Größe von 750 km² und wurde am 21. September 2000 gegründet. Das Reservat des indigenen Volkes der Kadiweu liegt am Rande des Parks.

## Lage
Der Park liegt im Südwesten des Bundesstaates Mato Grosso do Sul im Flusstal des Río Paraguay. Von Campo Grande, der Hauptstadt des Bundesstaates, liegt der Gebirgszug etwa 250 km entfernt. Die nächstgelegene größere Stadt ist Bonito in etwa 30 km Entfernung.

## Gestalt
Die Serra da Bodoquena gliedert sich in zwei Teile. Der östliche Teil steigt sanft an und besteht aus Kalkgestein. In diesem Teil finden sich zahlreiche Karsterscheinungen wie Höhlen, Canyons und Ponore. Der westliche Teil dagegen ragt steil empor und hat viele Schluchten.

## Flora und Fauna
Der Park ist Teil der Mata Atlântica, eines tropischen Regenwaldes, der sich von der Atlantikküste Brasiliens bis Paraguay erstreckt. 
Die Artenvielfalt im Park ist so hoch wie an wenigen Orten in der Welt. Zurzeit läuft dazu ein Biodiversitäts-Monitoring des brasilianischen Umweltministeriums in Zusammenarbeit mit dem GIZ.
Aus der Vogelwelt sind erwähnenswert: Blauaras, Grünflügelaras, Gelbbrustaras und Harpyien.
Eine besondere Attraktion sind auch die Breitschnauzenkaimane und Wasserschweine.

## Klima
Im Park herrscht tropisch feuchtes Klima. Die mittlere Jahrestemperatur liegt bei 23 °C mit Niederschlägen zwischen 1250 mm und 1500 mm pro Jahr.